# Ministerium für öffentliche Arbeiten und Verkehr
Das Ministerium für öffentliche Arbeiten und Verkehr (englisch Ministry of Works and Transport) ist das Ministerium für öffentliche Arbeiten und Verkehr von Namibia. Das Ministerium wird seit März 2025 von Veikko Nekundi geleitet.

## Aufgaben und Struktur
Die Aufgaben des Ministeriums liegen in der Entwicklung von Gesetzgebungen und Vorschriften sowie der Entwicklung und dem Erhalt der öffentlichen Verkehrsinfrastruktur. Zudem wird das Staatseigentum, v. a. in Form von Immobilien, verwaltet.
Im Einzelnen gliedern sich diese Aufgaben in die Bereiche:
- Vorschriften und Gesetzgebungen zum Erhalt einer sicheren Infrastruktur
- Entwicklung und Erhalt von Infrastruktur im Bereich der öffentlichen Arbeit, Transport und Meteorologie
- Verwaltung von Staatseigentum zum Wohle des Staates
- Dienstleistungen für die Öffentlichkeit, Regierung, und öffentliche Einrichtungen
- Verwaltung von dem Ministerium angeschlossenen Staatsunternehmen und staatlichen Einrichtungen:
  - Roads Authority
  - Motor Vehicle Accident Fund
  - TransNamib
  - Namibia Airports Company
  - Namibian Port Authority
  - Roads Contractor Company
  - Road Fund Administration

## Abteilungen und Direktorate

### Transport
- Direktorat für Flugunfalluntersuchung
- Direktorat für Zivilluftfahrt
- Direktorat für Maritime Angelegenheiten
- Direktorat für Eisenbahnangelegenheiten
- Direktorat für Transportvorschriften und -regulierung
- Direktorat für Transportinfrastruktur

### Öffentliche Arbeit
- Direktorat für Kapitalprojekt-Organisation
- Direktorat für Instandhaltungen

### Regierungsflüge
Dem Department of Government Air Service unterstehen der Betrieb und die Verwaltung des Präsidentenflugzeuges Falcon 900B, eines Learjet 31A sowie die für den regionalen Transport ausgelegten Helikopter (AW139, AS350B). Es gliedert sich in die nachstehenden Direktorate:
- Qualitätssicherung
- Flugplanung und -durchführung

### Verwaltung
- Direktorat für Verwaltung
- Direktorat für zentralisierte Unterstützungsdienstleistungen